# Oospila connexa
Oospila connexa là một loài bướm đêm trong họ Geometridae.